# Roberto Sanseverino d’Aragona

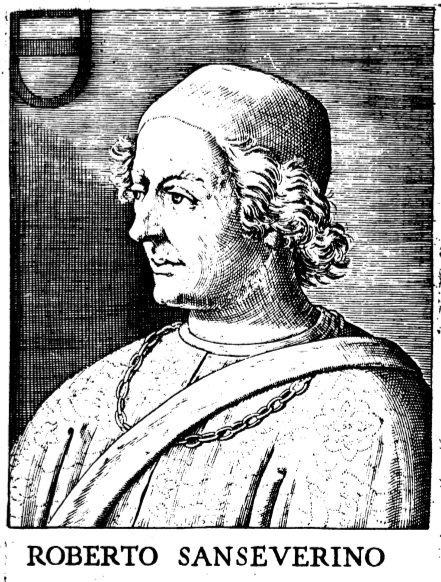
Roberto Sanseverino, Porträt von 1646

Roberto Sanseverino d’Aragona, geboren als Roberto Sanseverino, (* 1418; † 10. August 1487 in Calliano) war ein Feudalherr und bedeutender italienischer Condottiere, Graf von Caiazzo von 1460 bis 1487 und Graf von Colorno von 1458 bis 1477.

## Biographie

Familienwappen der Sanseverino

Er entstammte dem süditalienischen Adelsgeschlecht der Sanseverino, das im Königreich Neapel zu den großen Häusern zählte und seinen Namen von der mittelalterlichen Stammburg San Severino in der Gemeinde Centola (Provinz Salerno) herleitete. Roberto war der Sohn von Leonetto Sanseverino (?–1420) und der Elisa Sforza (1402–1476), einer Schwester von Francesco I. Sforza, Herzog von Mailand. Nach dem frühen Tod des Vaters verbrachte er seine Kindheit und Jugend im Königreich Neapel. 1440 diente er unter Niccolò Piccinino in der Toskana. Er nahm an der Schlacht von Anghiari teil, wo er in Gefangenschaft geriet. In seiner späteren Karriere als Söldnerführer stand er im Sold aller großen Mächte in Italien: vom Herzogtum Mailand und dem Königreich Neapel über die Republiken Florenz, Genua und Venedig bis hin zum Kirchenstaat). Als Condottiere genoss er bei seinen Zeitgenossen überragendes Ansehen, das über Italien hinaus reichte. Seine große Passion waren Ritterturniere und vor allem die Falkenjagd, wozu er auch seine Gefährten und Freunde, wie Lorenzo de’ Medici, gerne einlud. In seinem Gefolge verkehrten Humanisten wie Cola Montano und Dichter wie Luigi Pulci, der von Sanseverino finanziell unterstützt wurde und im Gegenzug Kontakte zu einflussreichen Persönlichkeiten vermittelte und aktiv bewirtschaftete, beispielsweise zu den Medici in Florenz oder den Orsini in Rom. 1458 unternahm er eine Pilgerreise nach Jerusalem, über die er ein Tagebuch verfasste.
Roberto Sanseverino wird als äußerst selbstbewusste, oft wohl auch selbstherrliche Persönlichkeit beschrieben. Er war mit den italienischen Machteliten bestens vernetzt und stets bestrebt, diese Kontakte zu festigen, beispielsweise mit Heiratsprojekten, die manchmal erfolgreich waren, verschiedentlich aber auch scheiterten. Die Nachwelt vergaß ihn schneller als andere Söldnerführer wie Bartolomeo Colleoni oder Sigismondo Malatesta. Er hinterließ eine große Kinderschar. Trotzdem starb seine Linie bereits nach zwei Generationen um 1550 aus. Überdauert haben bloß die Grabplatte im Dom von Trient sowie seine Rüstung, die im Kunsthistorischen Museum in Wien aufbewahrt wird. Zudem erinnert eine Inschrift am Kenotaph Kaiser Maximilians I. in der Hofkirche in Innsbruck an ihn.

## Feudalherr
Von seinem Vater erbte Roberto Sanseverino verschiedene feudale Lehen im Cilento (Provinz Salerno), die er nach dem Sieg von Alfons V. von Aragón in der Entscheidungsschlacht von (1442) größtenteils verlor, im Verlauf seiner Solddienstkarriere aber wieder zurückgewinnen konnte. Um 1470 verfügte er im Königreich Neapel über umfangreichen Grundbesitz mit den entsprechenden Herrschaftsrechten, u. a. in Albanella, Corleto Monforte, Roscigno Vecchio, Felitto, Serre, Campora, Fosso, S. Pietro Vallisrationis, S. Maria del Taburno, San Marzano, Persano, Campagnano, Alvignanello und Squilla. Die Grafschaft Caiazzo wurde ihm am 20. April 1461 von Ferdinand I. von Aragón übertragen, in Anerkennung der militärischen Erfolge, die Sanseverino in den Jahren 1460/61 im Auftrag von Herzog Francesco I. Sforza im Königreich Neapel erzielt hatte. Gleichzeitig wurde ihm die Verwendung des Namenszusatzes d’Aragona (Sanseverino d’Aragona) und eine Wappenbesserung (Quadrierung) gewährt. Die Grafschaft Caiazzo wurde noch zu Lebzeiten Sanseverinos an seinen ältesten Sohn Gianfrancesco Sanseverino übertragen (1484).
Ebenso bedeutsam waren die Reichtümer, die Sanseverino ab etwa 1445 in der Po-Ebene zufielen. 1458 erhielt er von Francesco Sforza die bedeutenden Lehen Colorno (Provinz Parma) und Pontecurone (Provinz Alessandria). Etwa zur gleichen Zeit trat Sanseverinos Mutter, Elisa Sforza, die Herrschaft von Biandrate im Novarese an, das den Sanseverino bis 1532 erhalten blieb. 1471 kam ein weiteres Feudum bei Castelleone im Cremonese hinzu, das ihm eine jährliche Rendite von 2000 Dukaten eintrug: die Corte Cavalcabò oder Corte Madama. 1474 wurde er mit Urkunde vom 9. Januar von Galeazzo Maria Sforza als Markgraf über Castelnuovo Scrivia eingesetzt. Dieses Lehen war besonders einträglich, da rund um Castelnuovo das Färbekraut gualdo angebaut wurde. Der aus dem Kraut extrahierte Farbstoff (Indigo) war für das Blaufärben von Stoffen unverzichtbar und trug der Stadt den Spitznamen „oro blu“ (Blaues Gold) ein. 1483 wurde Sanseverino von der Republik Venedig als Stadtherr von Cittadella (Provinz Padua) eingesetzt und im gleichen Jahr schenkten ihm die Venezianer das Castello Montorio Veronese. Weitere Feudi besaß Sanseverino seit etwa 1455 in Cassolnovo nordwestlich von Pavia, Castello di Villanova, und in Solaro. In Mailand und Bologna besaß er Stadthäuser. Die Republik Venedig schenkte ihm Ende 1483 einen Palazzo am Canal Grande, in der Nähe der Gebäulichkeiten der ehemaligen Bruderschaft Santa Maria della Carità (heute Accademia). Zeitweise strebte Sanseverino für sich einen eigenen Territorialstaat an. So unterbreitete er 1472 für die Stadt Imola ein Angebot von 80.000 Dukaten, aber Galeazzo Maria Sforza ging nicht darauf ein.

## Militärkarriere
Roberto Sanseverino begann seine militärische Laufbahn wahrscheinlich im Jahr 1438, und es war sein berühmter Onkel Francesco I. Sforza, der ihn ins Kriegshandwerk einführte. In der Schlacht von Anghiari (1440) war er ein Unterführer von Niccolò Piccinino und geriet in Gefangenschaft. In den folgenden 25 Jahren stand er in Diensten Francesco Sforzas. Er war einerseits in die zahlreichen kriegerischen Auseinandersetzungen im Königreich Neapel involviert (1441–1443 und 1460/61), andererseits ein zunehmend wichtiger Akteur in den lombardischen Kriegen (Belagerungen von Pavia (1447), Cremona (1448) und Como (1449), Schlacht von Caravaggio (1448), Sieg über die Venezianer bei Genivolta (1452) mit Bartolomeo Colleoni). 1465 erhielt er vom Königreich Neapel einen Dienstvertrag (condotta) mit einem jährlichen Gehalt von 60.000 Dukaten für 700 Reiter und 1000 Infanteristen.
Nach dem Tod von Francesco I. Sforza trat er 1467 als Capitano generale in florentinische Dienste. 1470 stand er wieder im Sold des Herzogtums Mailand. Ab 1471 hatte er seinen Wohnsitz in Bologna. Er schloss mit dem Herzog von Mailand weiterhin Solddienstverträge ab, ging zu diesem aber zunehmend auf Distanz, nicht zuletzt aufgrund der unregelmäßigen und abnehmenden Besoldung. 1477 unterstützte er die Revolten der Sforza-Brüder gegen Bona di Savoia und ihren mächtigen Kanzler Francesco Simonetta. 1478 war er Capitano generale der Republik Genua. Danach spielte er eine zentrale Rolle bei der Rückkehr von Ludovico Maria Sforza, der Bona di Savoia aus der Regentschaft für den minderjährigen Gian Galeazzo Maria Sforza verdrängte und nun selbst die Macht ergriff. Von diesem mehr und mehr enttäuscht, entschied sich Sanseverino im April 1482 für das lukrativste Angebot und dieses kam aus Venedig. Als Luogotenente generale erhielt er eine condotta über 80.000 Gulden für 1350 Reiter. Mit dem Vertrag von Bagnolo wurde er für neun Jahre zum Capitano generale della Lega italiana gewählt. Sein Jahresgehalt, an dem sich Venedig, das Herzogtum Mailand, das Königreich Neapel und der Papst beteiligten, betrug 120.000 Dukaten für 600 lance. 1487 begann Herzog Siegmund von Tirol einen Angriffskrieg gegen Venedig. Im Rahmen dieses Feldzuges kam es am 10. August 1487 zur Schlacht bei Calliano, bei der Roberto Sanseverino als Oberbefehlshaber der venezianischen Truppen den Tod fand, wobei sich die Chronisten über seine genauen Todesumstände nicht einig sind. Die geläufigste Version geht davon aus, dass der Condottiere verletzt in voller Rüstung in die Etsch stürzte und dabei ertrank. Sein Leichnam wurde am Tag darauf von seinen Gegnern am Ufer der Etsch geborgen und nach Trient gebracht. Maximilian I. ließ für ihn zwischen 1490 und 1493 eine monumentale Grabplatte aus rotem Veroneser Marmor errichten, die sich im Dom von Trient befindet. Sie stammt von der Hand/aus der Werkstatt des Lucca Moro aus Chiari im Piemont (?) † 1498. Die Angabe von Nicolò Rasmo 1982 ist daher unzutreffend, beruht wohl auf Irrtum. Das bestätigt ein stilkritischer Vergleich der Trienter Platte mit dem Grabmal für Alexander von Pappenheim von 1507 bzw. 1511 in der Stiftskirche St. Philipp und St. Jakob in Bad Grönenbach (Lkr. Unterallgäu/Bayern), das Lux Maurus zugeschrieben wird (siehe Abb. unter St. Philipp und Jakob (Bad Grönenbach) und Literaturnachweise unter Lux Maurus). Die Unterschiede in der Gesamtkomposition wie auch in der Gestaltung der Figuren schließen die Hand von Lux Maurus aus.

## Familie

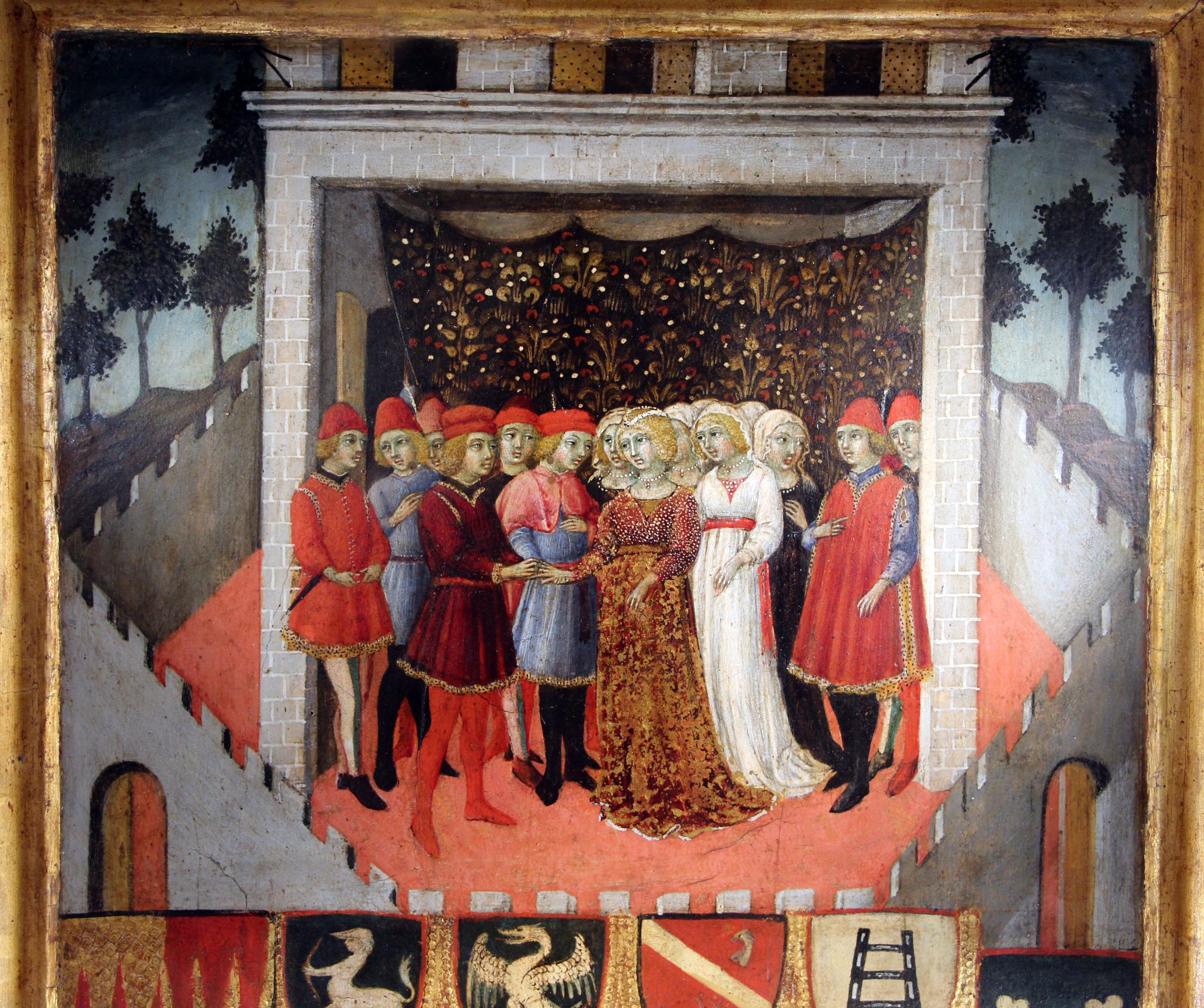
Sano di Pietro: Die Hochzeit von Roberto Sanseverino und Lucrezia Malavolti, 1472/73

Roberto Sanseverino war mindestens zweimal verheiratet und hatte zahlreiche Kinder. Eine verlässliche Genealogie liegt nicht vor. Auch die Geburtsjahre der Kinder sind meist unbekannt, so dass es unmöglich ist, deren Reihenfolge festzulegen. Besonders umstritten ist die Ehe Sanseverinos mit Elisabetta da Montefeltro, einer unehelichen Tochter von Federico da Montefeltro, Herzog von Urbino, die in diversen Ahnentafeln auftaucht, während in den Quellen selbst keine Hinweise zu finden sind Als gesichert kann gelten, dass sich Sanseverino 1447 mit Giovanna da Correggio verehelichte. Die Ehe hatte Bestand bis zu deren Tod im Jahr 1467 und brachte zahlreiche Kinder hervor, von denen einige früh verstarben.
Mit einiger Sicherheit stammen aus der ersten Ehe mit Giovanna da Corregio:
- Gianfrancesco (um 1450–1501), verheiratet (1) mit Diana Della Ratta, Tochter des Giovanni Della Ratta, Graf von Caserta, und der Anna Orsini aus dem Zweig der Fürsten von Salerno, und (2, 1499) mit Barbara Gonzaga aus der Linie der Herzöge von Sabbioneta; Condottiere
- Sveva, verheiratet (um 1465) mit Bernardo Anguissola (?–1476), Graf von Montechiaro
- Giulia (1454–1541), verheiratet mit Giovanni Tommaso Carafa (1457–1520), Sohn des Diomede, Graf von Maddaloni und Cerreto
- Gaspare (1455–1519), Il Fracassa, verheiratet (1475) mit Margherita Pio, Tochter des Giovan Lodovico Pio di Carpi und der Aurante Orsini; Condottiere
- Galeazzo (1458–1525), verheiratet (1, 1496) mit Bianca Francesca Sforza (1482–1496), uneheliche Tochter von Ludovico und Maria Sforza, und (2, 1498) mit Elisabetta del Carretto (1481–1531), Tochter des Galeotto II. del Carretto, Markgraf von Finale; Condottiere, Markgraf von Castelnuovo, Stadtherr von Voghera
- Antonio Maria (um 1460–1509), verheiratet (nach 1483) mit Margherita Pio, Tochter von Marco II. Pio, Mitregent von Carpi, und Benedetta del Carretto; Condottiere, Schlossherr auf Gualsinara in der Markgrafschaft Saluzzo
- Federico (um 1462–1516), zum Kardinal ernannt am 9. Mai 1489
- Ginevra, verheiratet (um 1485) mit Lucio Malvezzi (1462–1511); Condottiere, ab 1497 Stadtherr von Borgolavezzaro (Provinz Novara), Sohn des Lodovico Malvezzi vom Zweig der Bologneser Malvezzi della Ca’ grande[25][26]

Wenngleich die Elternschaft letztlich ungeklärt bleibt, müssen im Weiteren folgende Personen als legitime Nachkommen von Roberto Sanseverino gelten:
- Ludovica, verheiratet (um 1473) mit Francesco Maria I. Torelli, Graf von Guastalla
- Eleonora, verheiratet (1490) mit Giovanni Adorno, Stadtherr von Poviglio. Eleonora war nach dem Tod von Giovanni Adorno Mitregentin der Stadt Sala bei Alessandria. Ihre Tochter Violante war verheiratet mit Bernhard I. von Savoyen, Markgraf von Racconigi
- Ippolita, verheiratet (um 1495) mit Cristoforo II. Torelli, Graf von Montechiarugolo
- Francesca, verheiratet mit Archembaud de Cholé, Seigneur de la Joubardière aus Palluau-sur-Indre
- Tochter unbekannten Namens, verheiratet (1483) mit Guido de' Rossi (um 1440–1490); Graf von San Secondo, Condottiere, war 1487 provisorischer Führer der venezianischen Truppen nach der Schlacht von Colliano und dem Tod von Roberto Sanseverino[28][29]

Aus der 1473 mit Lucrezia Malavolti geschlossenen Ehe gingen hervor::
- Alessandro (1474–1527), war anfänglich Krieger, wurde später zum Priester geweiht; 1519 wurde er zum nicht residierenden Bischof von Wien ernannt.[31]
- Giulio (um 1475–1555), verheiratet mit Ippolita Pallavicino, Tochter und einziges Kind des Giacomo Antonio Pallavicino, Markgraf von Scipione, und der Margherita Visconti[32]
- Tochter unbekannten Namens, getauft 1485 in Venedig
- Annibale

Ferner hatte Roberto Sanseverino mindestens zwei uneheliche Söhne:
- Ottaviano (um 1460–1510), war seit den frühen 1480er Jahren Söldnerführer, meist in Diensten des Herzogtums Mailand. Im Sommer 1484 verließ er mit seiner Truppe das venezianische Heerlager und kämpfte für Ludovica Sforza gegen den eigenen Vater. 1499 wurde ihm die Verteidigung von Valenza anvertraut, das durch Verrat von französischen Truppen eingenommen und geplündert wurde. Ottaviano Sanseverino geriet dabei in französische Gefangenschaft. Er war verheiratet (um 1481) mit Luisa Gonfalonieri, Tochter des Antonio Gonfalonieri, Burgherr von Calendasco und trug den Titel eines Signore di Ziano PiacentinoMontalbo in val di Tidone[33].
- Giorgio (um 1455–1507), genannt „Faccendino“, Condottiere. Er begann seine Militärlaufbahn in den 1470er Jahren. Auch er wechselte Anfang 1482 das Lager und schloss sich Ludovico Sforza an. 1507 war er in Gazzuolo, wo der den berühmten Condottiere Mercurio Bua zum Duell forderte. Dieser organisierte einen Überfall, bei dem Faccendino erstochen wurde[34]

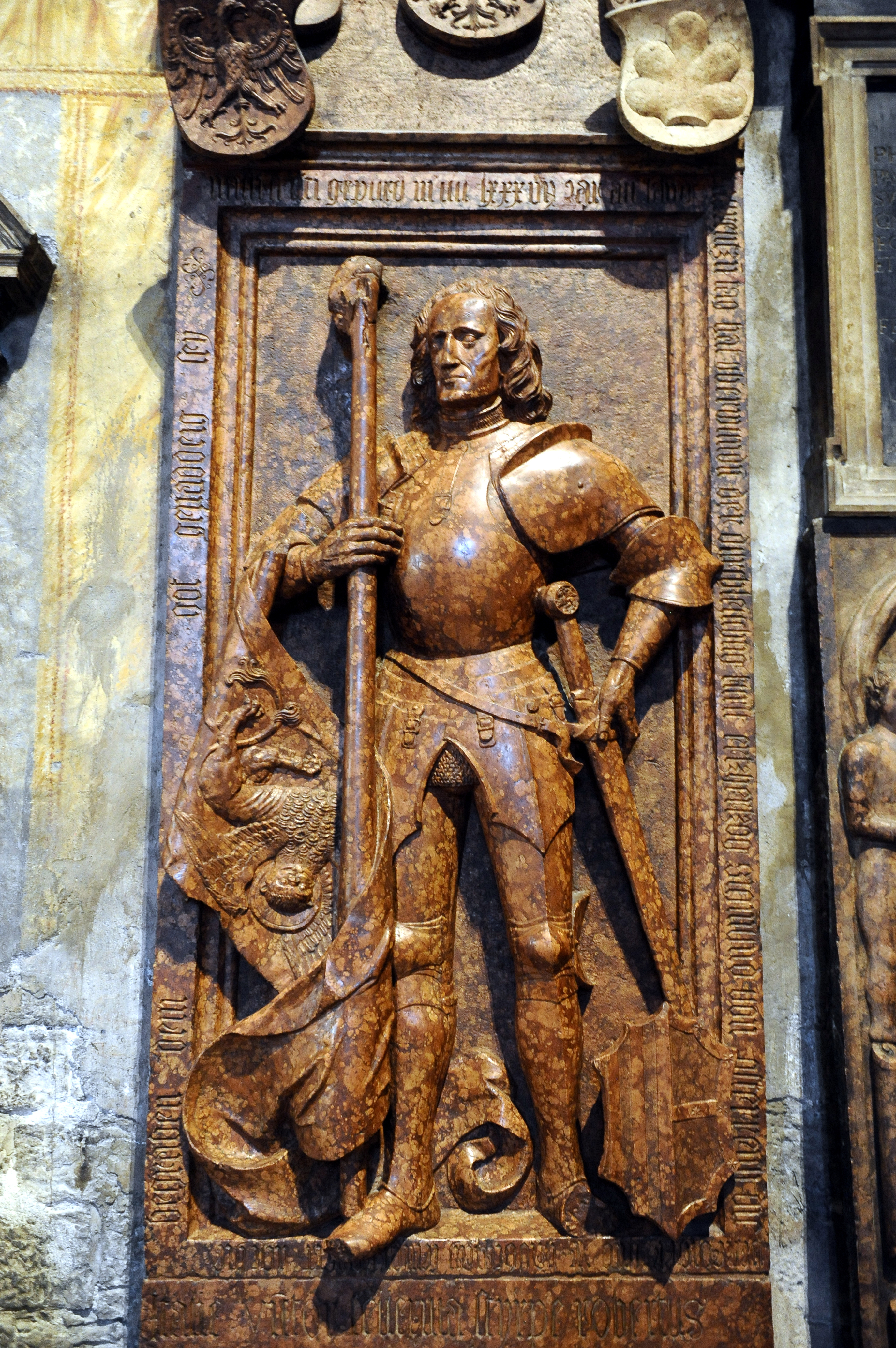
Lux Maurus: Grabplatte für Roberto Sanseverino im Dom von Trient, 1493
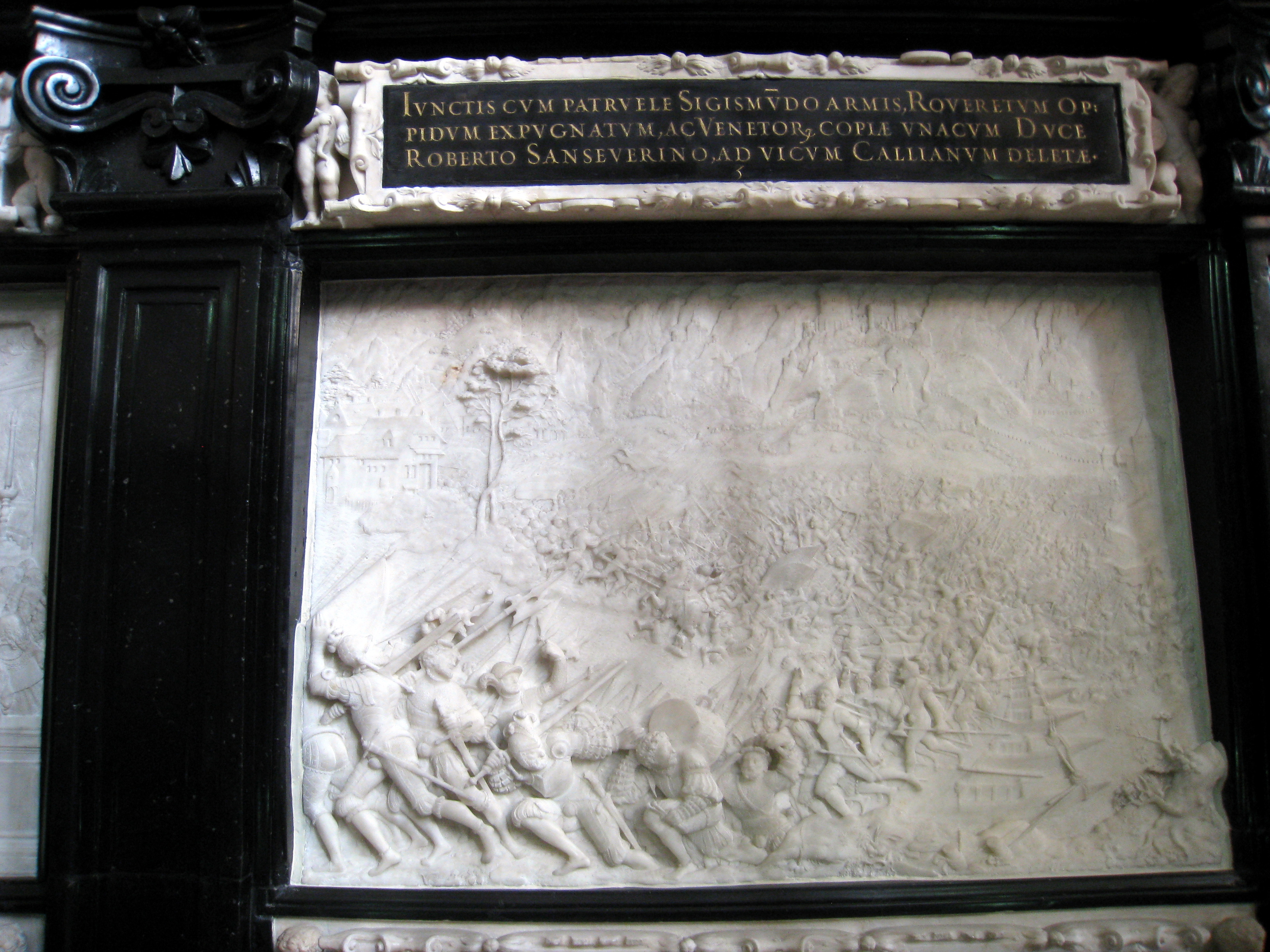
Schlacht von Calliano: Relief von Alexander Colin, Hofkirche Innsbruck (Grabmal für Kaiser Maximilian I.)
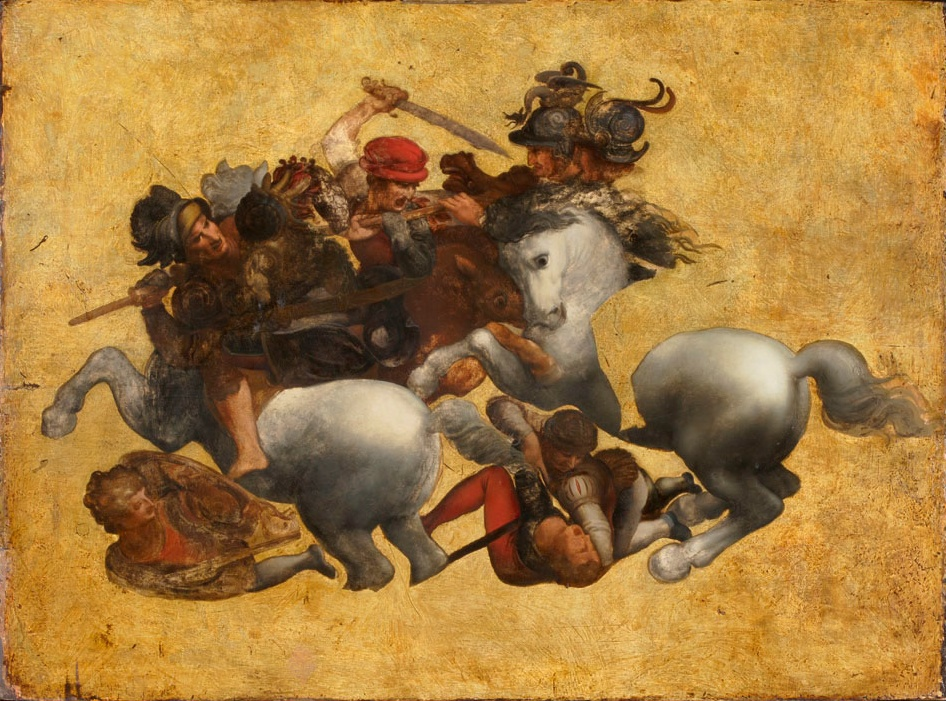
Leonardo Da Vinci: Tavola Doria (Schlacht von Anghiari)
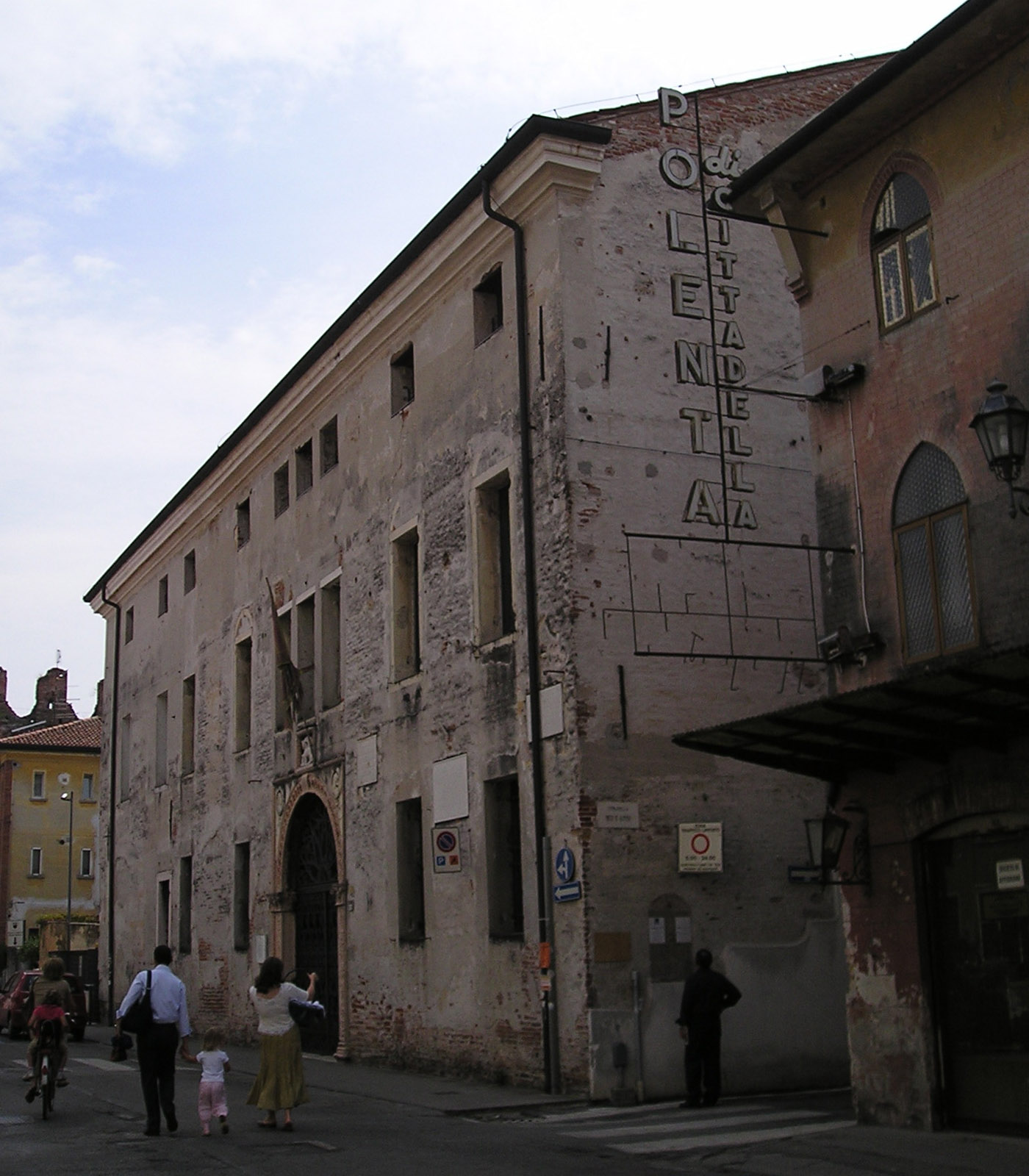
Palazzo Pretorio in Cittadella (Provinz Padua)
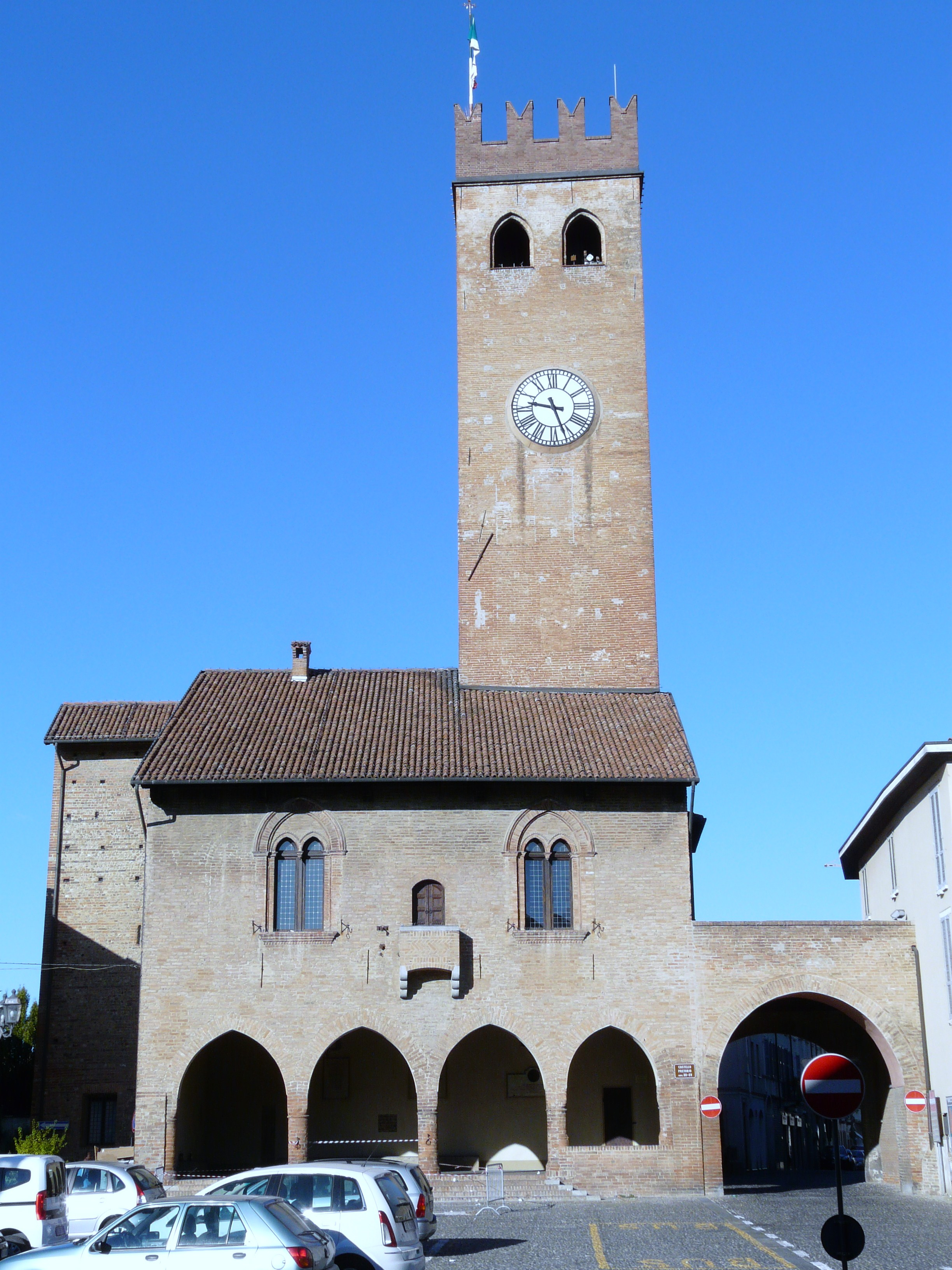
Palazzo Pretorio in Castelnuovo Scrivia (Provinz Alessandria)
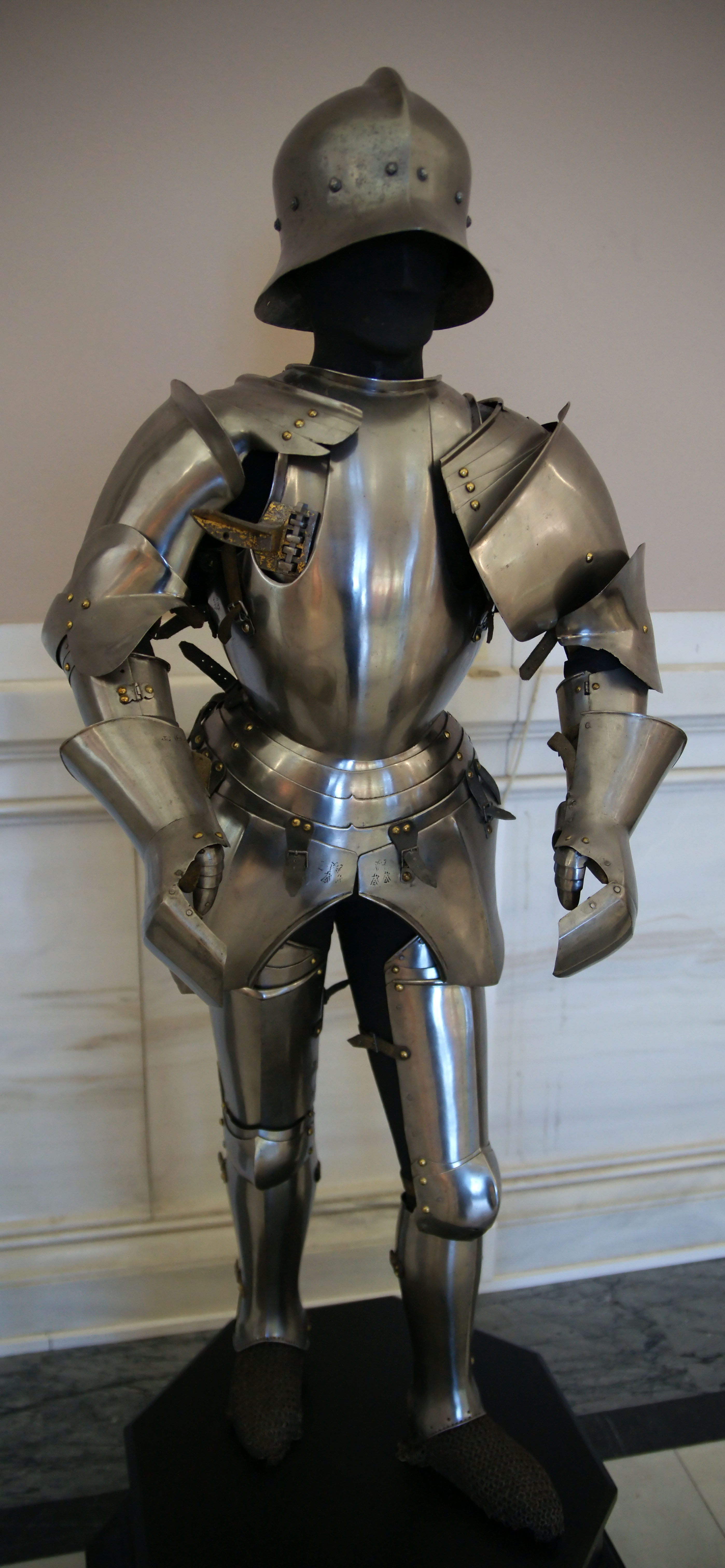
Rüstung von Roberto Sanseverino, Kunsthistorisches Museum, Wien
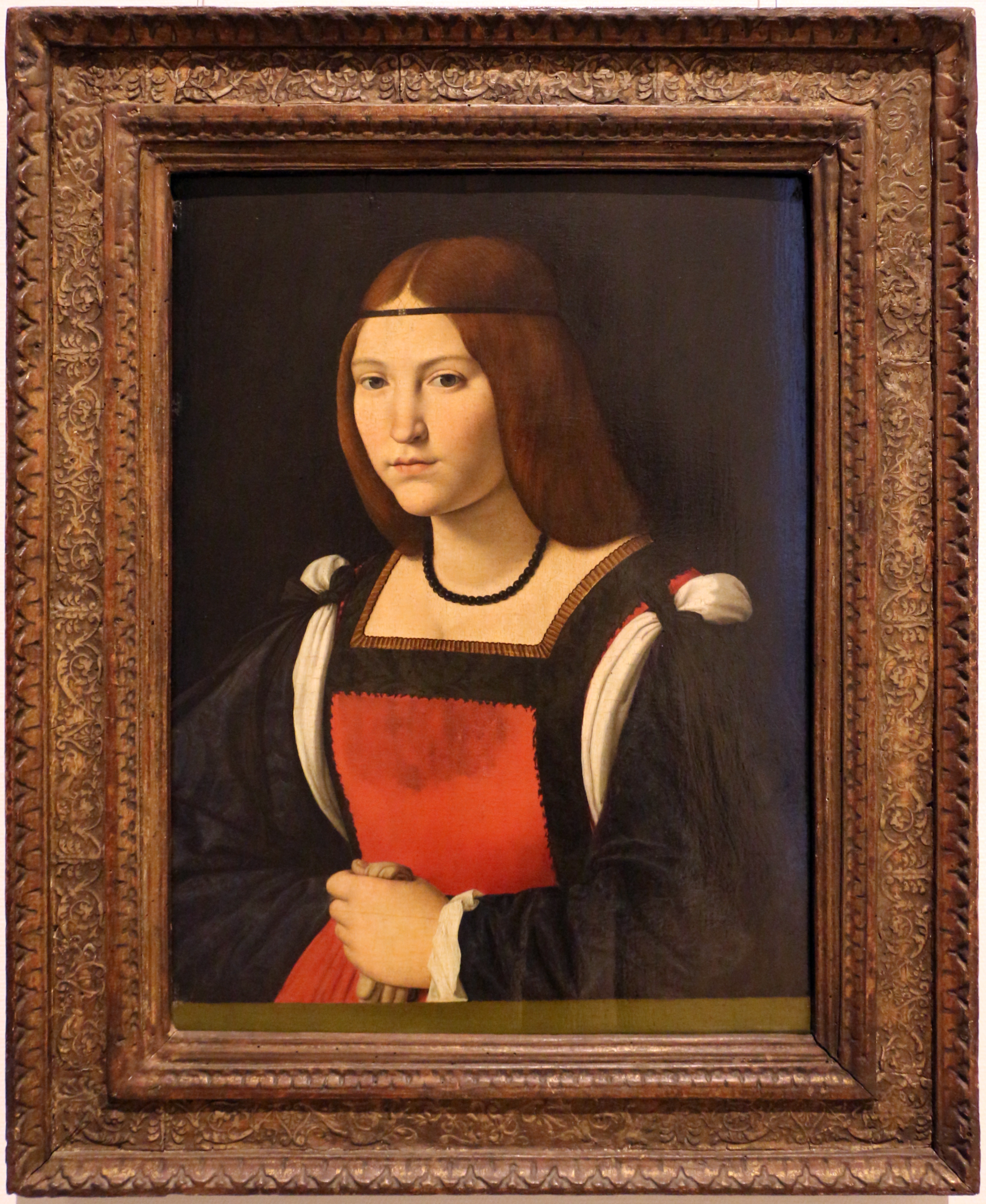
Andrea Solari (1460–1524), Porträt der Bianca Francesca Sforza